# 해부병리학
해부병리학은 신체 조직 검사나 부검을 통해 질병을 진단하고 질병의 진행과정을 연구하는 병리학의 세부 분야다. 인체의 각 장기의 형태학으로 장기나 세포, 조직을 육안으로 보거나, 현미경으로 본 후 장기의 현재 상태, 질병 상태를 진단한다. 법의학과 밀접한 관련이 있다. 영어 Anatomical Pathology을 번역한 용어인데 주로 다루는 검체가 조직이기 때문이다. 인체의 다른 성상을 갖는 검체(피=혈액, 오줌, 체액 등)를 다루는 임상병리(Clinical Pathology)와 대칭되는 단어로 사용되었다. 몇 년 전 의료법상 용어의 변경이 있어 '해부병리학'에서 병리학으로 대체되었다.

## 같이 보기
- 병리학
- 임상병리학
- 법의병리학